# Colibrí tènue
El colibrí tènue (Aphantochroa cirrochloris) és una espècie d'ocell de la família dels troquílids (Trochilidae) i única espècie del gènere Aphantochroa. Habita boscos i matolls de l'est i centre del Brasil.